# Happonvilliers
Happonvilliers é uma comuna francesa na região administrativa do Centro, no departamento Eure-et-Loir. Estende-se por uma área de 19,58 km². Em 2010 a comuna tinha 316 habitantes (densidade: 16,1 hab./km²).